# 成田デモ事件
成田デモ事件（なりたデモじけん）とは、千葉県成田市内で発生した暴動事件である。

## 概要
主なものとして、1968年（昭和43年）2月26日に発生した第1次成田デモ事件、同年3月10日に発生した第2次成田デモ事件、同年3月31日に発生した第3次成田デモ事件がある。
デモ隊の多くは、前年の1967年から成田空港問題に介入した全日本学生自治会総連合（三派全学連）を始めとする新左翼（警察呼称：極左暴力集団）学生らであり、機動隊との激しい衝突により多くの負傷者を出した。この事件以降、三里塚闘争を行う三里塚芝山連合空港反対同盟は新左翼の支援を全面的に受けるようになる。

## 第1次成田デモ事件
1968年2月26日、三里塚芝山連合空港反対同盟・三派全学連・砂川基地拡張反対同盟が、成田市役所下にある成田市営グランド（現・栗山近隣公園）で「三里塚空港実力粉砕・砂川基地拡張阻止現地2.26総決起集会」を共催。
「成田を第二の羽田にせよ」と公言し約1,000人が参加した全学連は、午後3時半、集会を終えてデモを始めた反対同盟を追い抜いて、市役所に併設されている新東京国際空港公団分室への突入を図り、プラカードの板を外したゲバ棒や工事用の石を武器に、公団分室を守る千葉県警機動隊と衝突した。学生らの攻勢は熾烈を極め、一時は学生らにとりつかれた指揮車にいた連隊指揮官の成田警察署長が指揮棒で応戦。警備側は716人が重軽傷を負う。うち学生にクロルピクリンを顔に投げつけられた警官1人が一時危篤となり、喉の切開手術を施され一命をとりとめる（その後この警官は職務復帰を果たすが、喉には手術痕が残った）。
学生ら24人が凶器準備集合や公務執行妨害で逮捕されたほか、戸村一作反対同盟代表をはじめ155人の負傷者を出す。一方、警察では中核派の機関紙『前進』などから集会が暴徒化する兆候をつかんでいたものの、1月の佐世保エンタープライズ寄港阻止闘争で「過剰警備」を批判され、反対派側もこれを利用して「機動隊がくるからあのような騒動になったのだ」と喧伝したことから穏便な警備方針を打ち出さざるをえず、また動員された機動隊約3000人も主に普段交番勤務をしている警察官の寄せ集めであったため前日に急遽支給された大盾の取り扱いにも不慣れで、大きな被害を出した。
この混乱に乗じて反対派農民が空港公団分室に侵入して盗み出した空港の設計図面は、後に成田空港管制塔占拠事件での作戦立案に用いられた。
頭に7針を縫う怪我を負って成田赤十字病院に入院した戸村代表は、ベッドで悔し涙を流しながら「眼の前で学生たちが警官隊になぐられているので、とめようとした。押えた左手を警棒でなぐられ、そのあと後ろからヘルメットをはずされ頭を乱打された。警官隊が私と知っていて、ひどくなぐりかかったと思う。警察の正体を見たので、これからは徹底した抵抗を続ける。そのためには死んでもいい」「（警察は）私を殺してもいいと思ったに違いない」と振り返り、「立ちはだかる機動隊を倒さなくては闘争に勝てない。一人でも二人でも倒すのが闘争なのだ」と怒りを顕にした。
なお、活字報道を嫌っていたことで知られる当時の内閣総理大臣佐藤栄作は、「昨日の成田空港デモは、学生に対する批判の声多い。然し朝日（新聞）は相不変学生より。何としても朝日征伐にかからねばなるまい」と翌日の日記に綴っている。

## 第2次成田デモ事件
1968年3月10日、空港反対同盟と全国反戦青年委員会が共催で成田市営グランドで「空港粉砕・ベトナム反戦総決起集会」を再び開催、総勢4500人が集結する。
警察側では2月26日の集会で大きな被害を出したことから「違反行為者は断固として検挙する」と方針が出され、歴戦の警視庁機動隊を含む4700人の大警備陣を動員する準備を整えた。さらに3月7日には地域住民に対し警備に関する説明会を実施するともに広報車を巡回させた。これに対して学生側も賛同を呼び掛けるビラを撒いて抵抗。こうした事前情報から集会当日には群衆が溢れたが、多くは見物目的であり学生らの抗議運動に協力するものではなかった。反対運動を支援する日本社会党は集会を指示して淡谷悠蔵・伊藤茂ら国会議員を含む「不当弾圧監視団」を、空港建設を推進する自由民主党は相川勝六を団長とする「治安監視議員団」をそれぞれ派遣した。
集会後、墓地に隠していた凶器等で武装したデモ隊が機動隊と大規模衝突を起こす。機動隊はガス弾でもデモ隊を止められなかったが、3台の放水車から催涙剤入りの水を一斉に放出することで漸く沈静化させる。
衝突後に反対派が解散集会を開いていたところ、機動隊5000人が違法集会として規制を開始。機動隊は反対派に対しガス弾を撃ち込んだうえで突入（規制開始までに学生や野次馬らに対し、拡声器による警告が複数回行われた）。ガス弾は野次馬（弁当や酒を持ち込んで見物に来ていたものが大勢いた）がいる場所にまで多数飛んで来るほど撃ち込まれ、風が止んで催涙ガスが滞留した会場は大混乱となる。徹底した規制により空港反対派は150人以上の逮捕者と1000人以上の負傷者を出す。機動隊の負傷者は453人。沈静化後に成田警察署長が機動隊一個大隊を引き連れて市街を行進し、鎮圧をアピール。
この騒動で市役所庁舎の窓ガラスが破損したほか、学生や野次馬によって店や住居を荒らされた周辺住民らからは怒りの声が上がった。一方、旧成田町地区の区長らは「公団を他の適当な場所へ移転されたい」との要望書を出す。また、交通に混乱を来したこの日の警察の厳重な検問に対して批判の声が上がったほか、社会党の木原実らは「警察側の実力行使は完全に警察権行使の行き過ぎ」などとして千葉県警警備本部長の免職要求を出す意向を示す。今井栄文空港公団総裁は「反対派農民とも会って説得したい」「新空港をベトナムと結び付ける全学連の論法は根拠がなく成田市民に迷惑をかけているのは残念」とコメント。
なお、佐藤首相は「成田空港は統一（反対派と三派学生）デモ。警官隊もこれに備へ、昨日の王子病院反対デモに続いで〔ママ〕の多数の逮捕者を見る。学生のこの暴挙はなんとしてもおさめなくてはならない。逮捕で対抗する以外に手はない」と日記に綴っている。
また、この集会に附随してTBS成田事件が発生し、過激派に手を貸した形となった東京放送（TBS）は、政権与党などから激しく糾弾された。

## 第3次成田デモ事件
1968年3月31日、反対同盟と新左翼運動が連帯した三度目の全国結集の大集会を開催。この日の集会は成田市営グランドの使用が禁止されたため、三里塚第2公園で開催された。戸村代表が「私は皆さんに血を流すことをすすめようとは思わないが、ここまできてしまった以上、血を流さなければ空港建設は阻止できない」と演説。
集会後、公団分室に向けてデモ行進。途中、警察官待機宿舎が襲撃され、中核派の旗が立てられる。デモコースから逸脱した学生集団は機動隊と衝突し放水を受けながらも警備用バリケードにとりつくが、長距離の移動で疲弊しており、待機していた警察部隊によって規制される。逮捕者235人、空港反対派に300人以上の負傷者を出す。

## 事件の影響
反対同盟代表の戸村はもともと平和主義者であったが、自らも負傷したこの事件で方針を転換し、国家権力に対抗するための暴力を肯定するアジテーションを行うようになる。
1967年10月10日の測量クイ打ち阻止闘争で、それまで反対運動を支援していた日本共産党が抵抗する農民らを横目に阻止線から離脱し、反対同盟は完全装備の機動隊にあっけなく排除されていた。同年12月15日に反対同盟は新左翼との共闘に反対する共産党を追放したとはいえ、「暴力学生」との共闘については同盟幹部らからも当初慎重論が出されていたが、打ちひしがれていた反対派農民らは機動隊に立ち向かい渡り合うデモ隊の姿に心を動かされ、学生らを部落に迎え入れた。事件後、反対同盟は三派全学連の支援を全面的に受けいれ、これ以降血を血で争う実力闘争が継続した。